# Verre-Ginste
Verre-Ginste (soms ook geschreven als Verre Ginste (zonder de streep) of Verreginste) is een gehucht in Oostrozebeke in de Belgische provincie West-Vlaanderen. Het ligt ten noorden van de gemeente, boven Ginste.
Verre-Ginste ligt op een kruispunt van wegen: de N 305 naar Dentergem en Meulebeke, en de N 327 naar Tielt en Wakken.